# 134135 Steigerwald
134135 Steigerwald è un asteroide della fascia principale. Scoperto nel 2005, presenta un'orbita caratterizzata da un semiasse maggiore pari a 2,7771949 UA e da un'eccentricità di 0,0352917, inclinata di 3,04621° rispetto all'eclittica.